# Dardagny
Dardagny (toponimo francese) è un comune svizzero di 1 861 abitanti del Canton Ginevra. Dal 2021 il borgo, grazie alla sua particolare bellezza architettonica, la sua storia e la posizione privilegiata in cui si trova è entrato a far parte dell'associazione "I borghi più belli della Svizzera".

## Geografia fisica
La superficie territoriale del comune è di 8,56 km² e si trova a un'altitudine di 434 metri s.l.m. Dardagny confina con i comuni svizzeri di Avully, Russin e Satigny. Confina poi con i comuni francesi di Challex, Péron, Saint-Jean-de-Gonville e di Thoiry.

## Monumenti e luoghi d'interesse

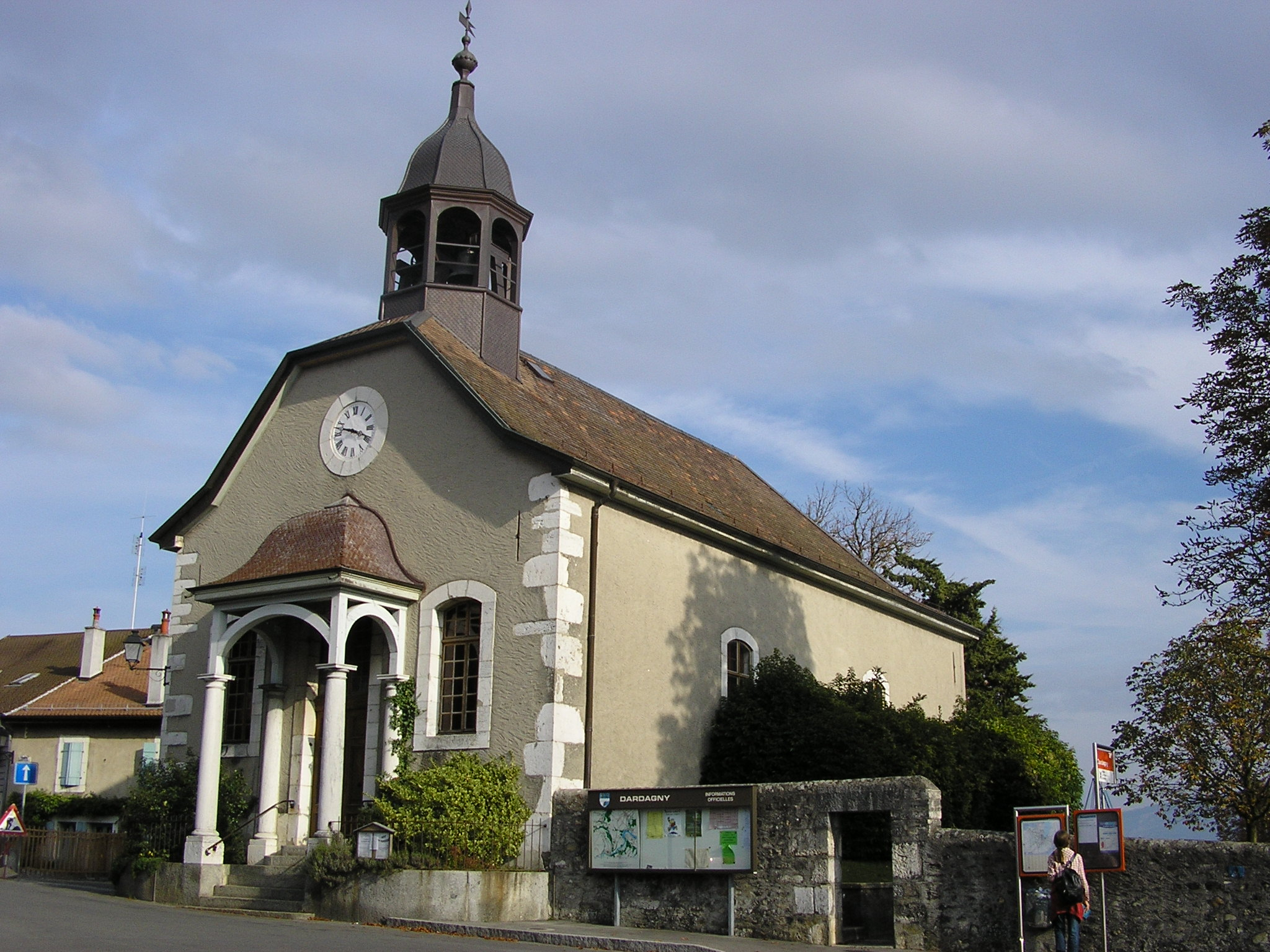
La chiesa riformata

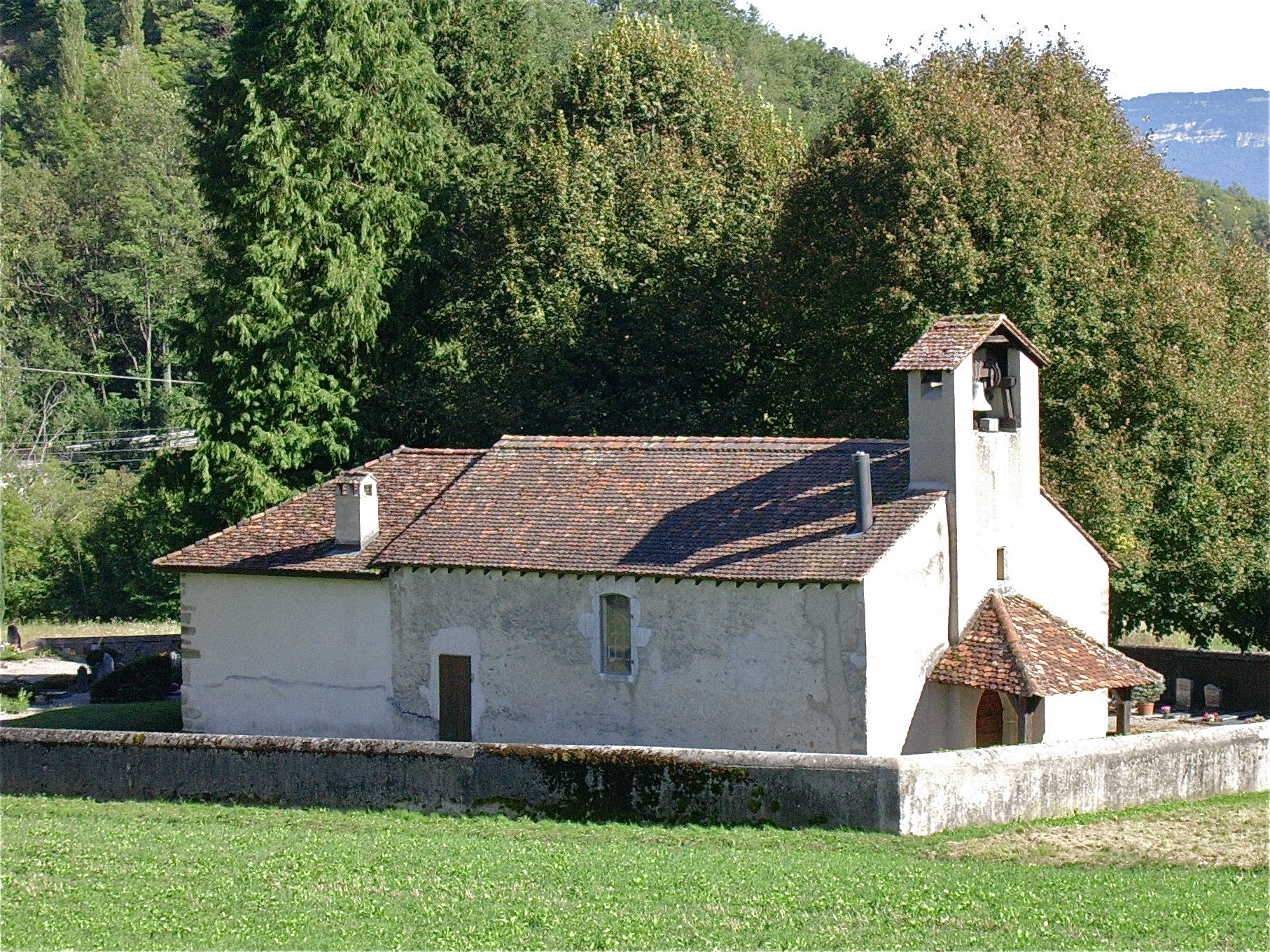
La cappella cattolica di Santa Maria Maddalena a Malval

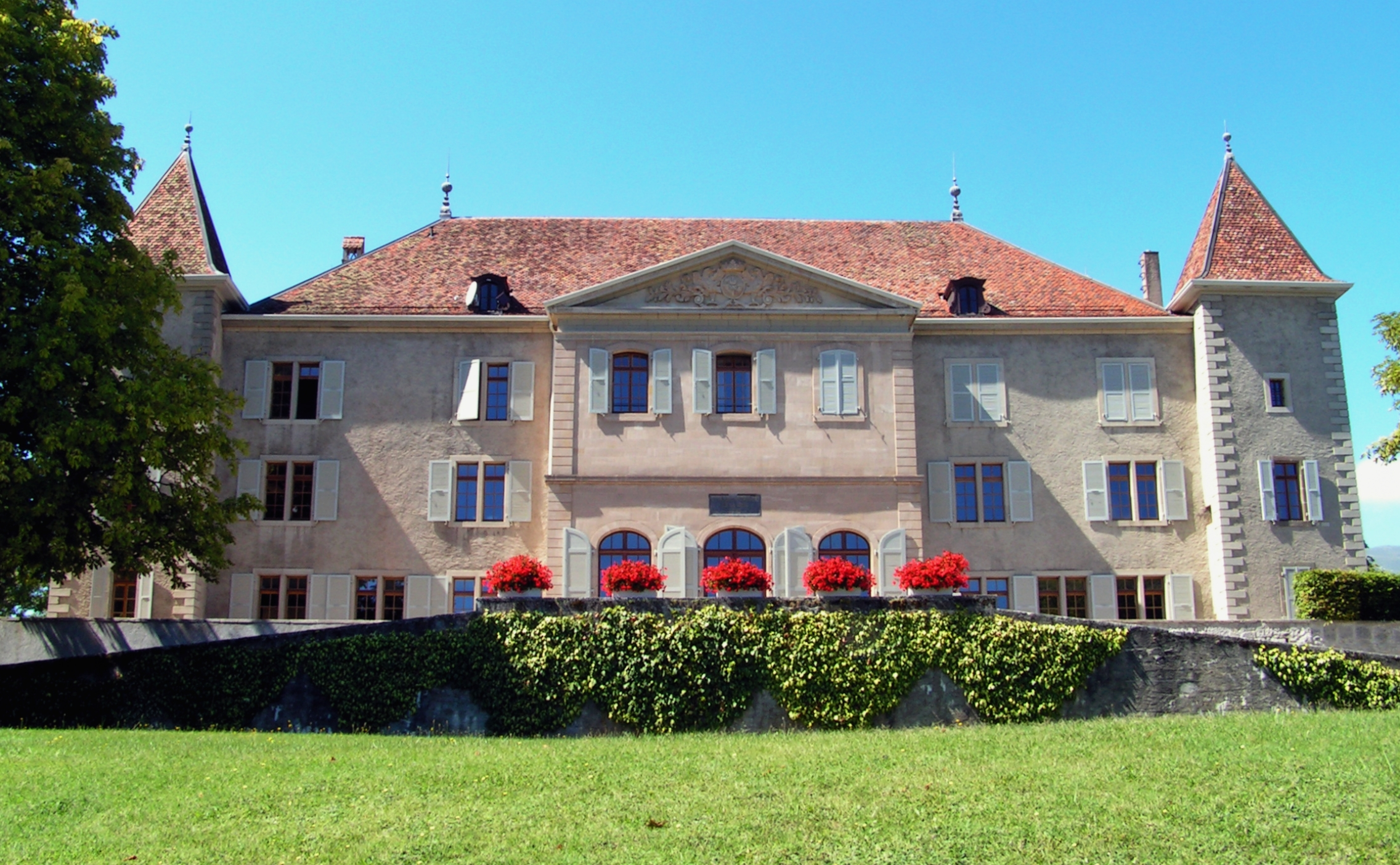
Il castello di Dardagny

- Chiesa riformata, eretta nel 1723[1];
- Chiesa cattolica dei Santi Pietro e Lorenzo in località La Plaine, eretta nel 1890[1][2];
- Cappella cattolica di Santa Maria Maddalena in località Malval, eretta nel X secolo[1][3];
- Castello di Dardagny, eretto nel 1228 e ampliato nel XIV secolo, nel 1655, nel 1721 e nel 1740[1][4].

## Società

### Evoluzione demografica
L'evoluzione demografica è riportata nella seguente tabella:
Abitanti censiti

### Lingue e dialetti
La lingua parlata è il francese.

## Geografia antropica

### Frazioni
Le frazioni di Dardagny sono:
- Essertines
- La Plaine[2]
- La Tuilière[senza fonte]
- Malval[3]
  - Les Baillets
  - Les Granges

## Infrastrutture e trasporti

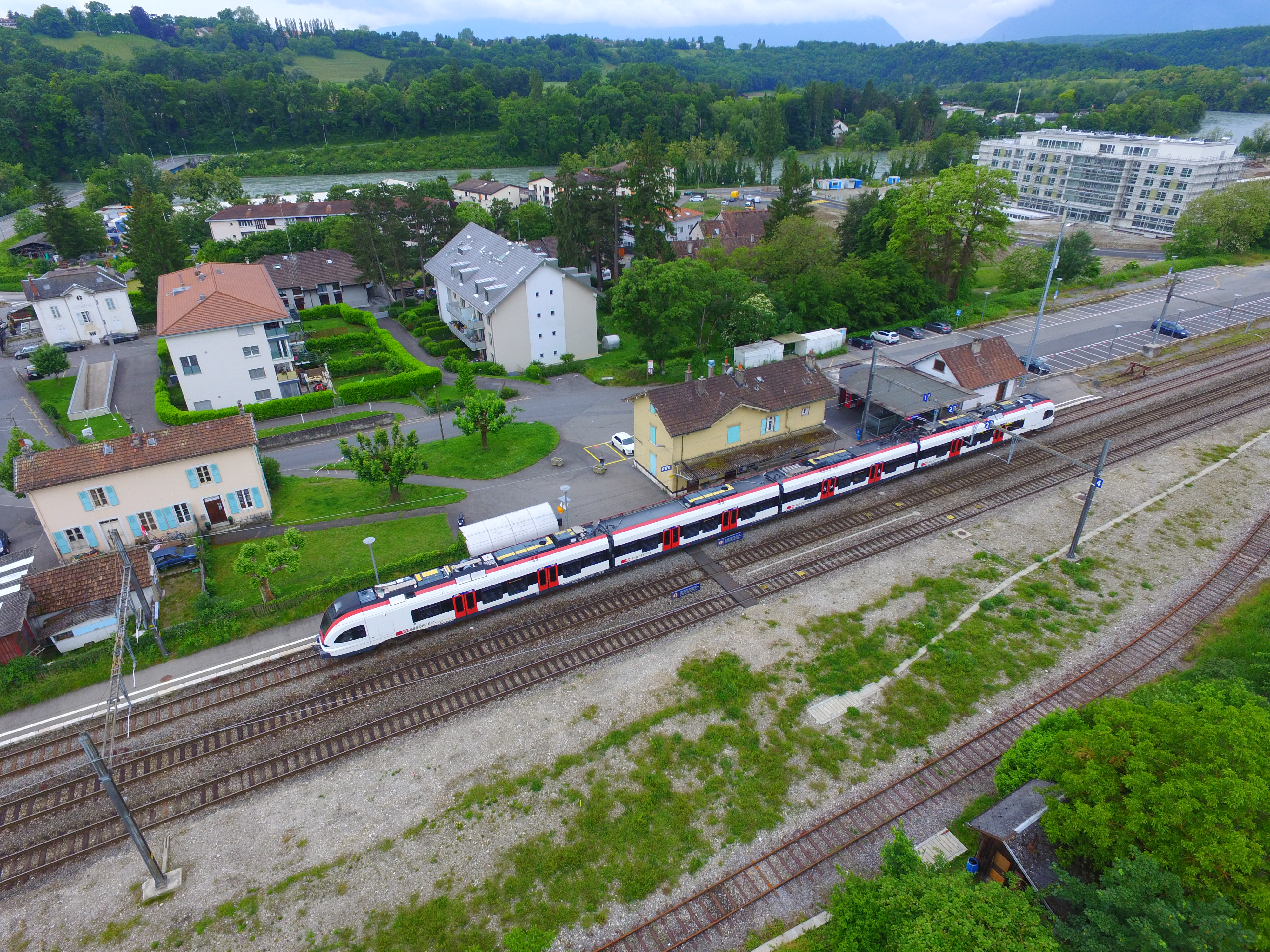
La stazione di La Plaine

Il comune è servito dalla stazione di La Plaine sulla ferrovia Lione-Ginevra.

## Amministrazione
Ogni famiglia originaria del luogo fa parte del comune patriziale che ha la responsabilità della manutenzione di ogni bene comune.